# Alys Pearsall Smith
Alyssa Whitall « Alys » Pearsall Smith (21 juillet 1867 - 22 janvier 1951) est une organisatrice du secours britannique quaker d'origine américaine. Elle est la première épouse de Bertrand Russell. Elle a présidé une société qui a créé une école innovante pour les mères en 1907.

## Biographie

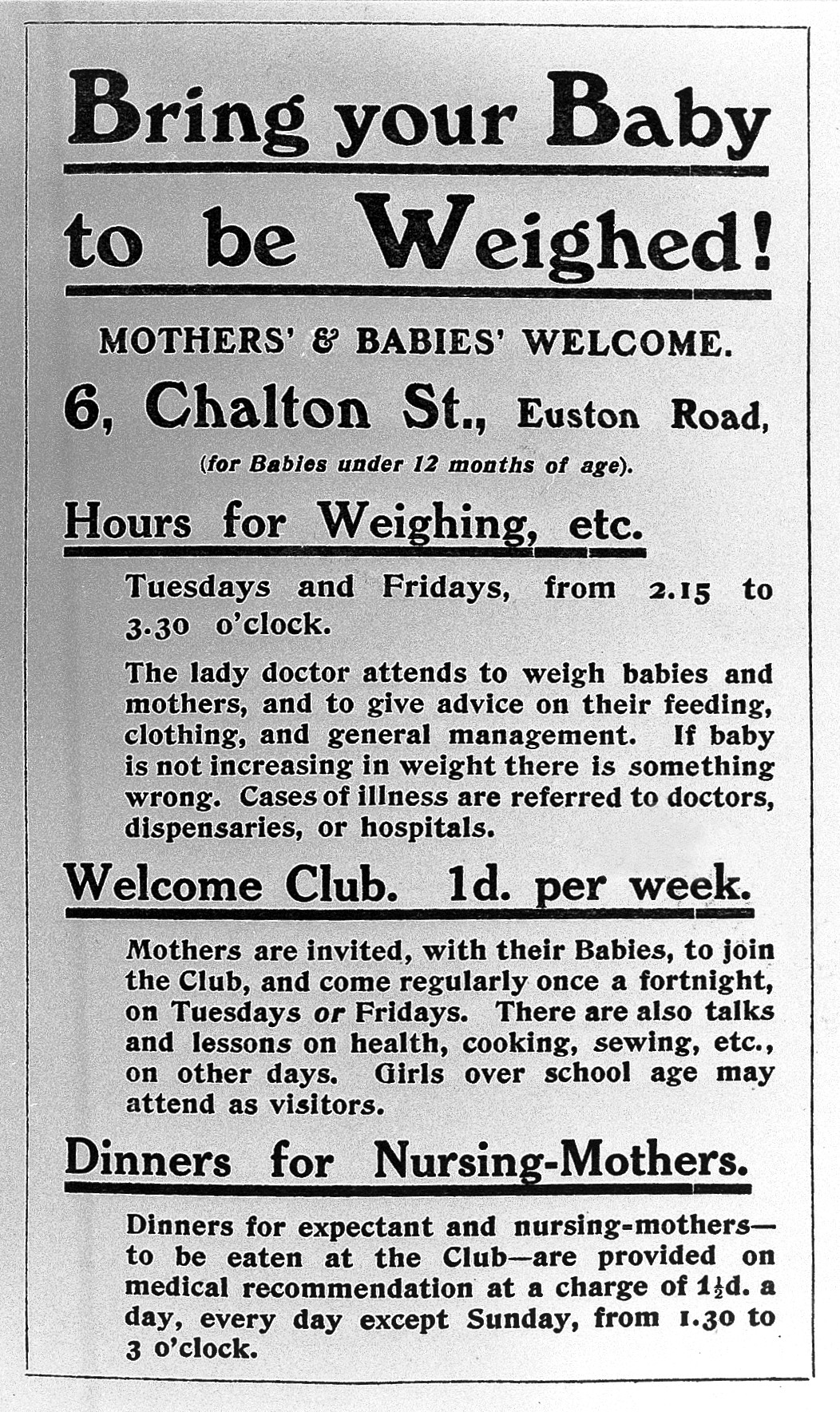
Une affiche pour une école des mères

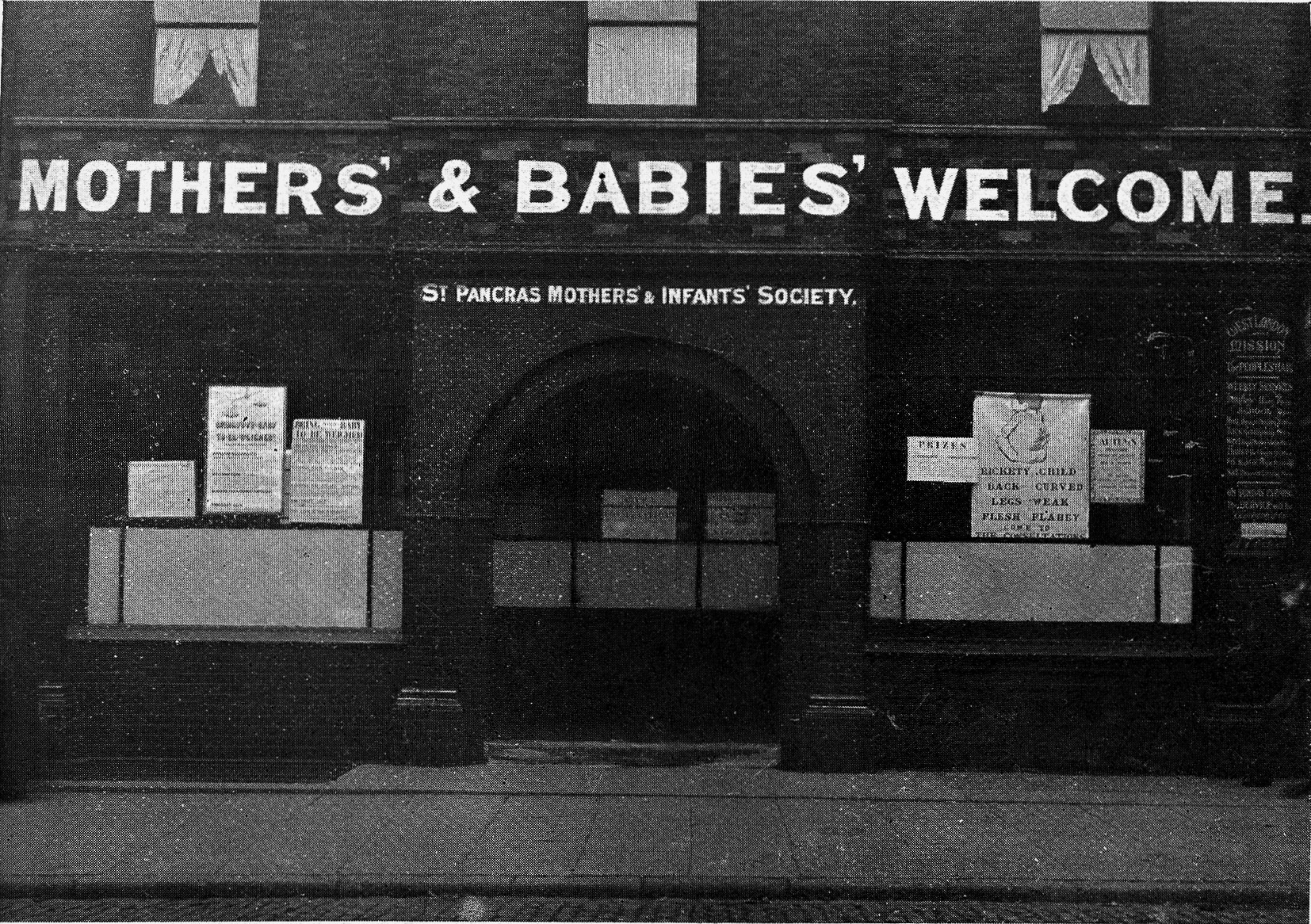
Extérieur de l'accueil des mères et des bébés

Pearsall Smith est née à Philadelphie, en Pennsylvanie. Elle est la fille de Robert Pearsall Smith et d'Hannah Whitall Smith, personnalités éminentes du mouvement de sanctification en Amérique et du mouvement pour une vie supérieure en Grande-Bretagne. Sa sœur est l'essayiste et critique Logan Pearsall Smith et sa cousine la linguiste Martha Carey Thomas. Pearsall Smith est diplômée du Collège Bryn Mawr près de Philadelphie.
La famille de Pearsall Smith vit en Angleterre de 1873 à 1875, puis à nouveau à partir de 1888. En Angleterre, la famille entre en contact avec George Bernard Shaw, Henry James et Bernard Berenson, qui épouse sa sœur, Mary.

## Vie privée
Le 13 décembre 1894, Smith épouse Bertrand Russell, fils du vicomte et de la vicomtesse Amberley à la maison de rencontre Quaker à Londres. Ils se séparent en 1911 et divorcent en 1921.

### Bénévolat
Pearsall Smith préside le Comité d'aide aux réfugiés italiens pour aider les personnes fuyant Benito Mussolini d'Italie.
Pearsall Smith préside également le comité général de la St Pancras Mothers' and Infants' Society, qui créé une école pour les mères (également connue sous le nom de Mothers' & Babies' Welcome) à Charlton Street, Londres en 1907. Ce centre offrait des services visant à réduire la mortalité infantile, tels que la pesée des bébés, des repas aux femmes enceintes et allaitantes et des conseils médicaux et maternels. La vice-présidente était Adele Meyer, qui a largement financé l'entreprise.
Pearsall Smith est aussi impliquée dans l'activisme pour le suffrage féminin en 1908.